# Melitturga praestans
Melitturga praestans là một loài Hymenoptera trong họ Andrenidae. Loài này được Giraud mô tả khoa học năm 1861.